# Anticleia
Anticleia (în greacă Ἀντίκλεια, „fără faimă”) este un personaj din Odiseea, mama eroului principal, Odiseu. Anticleia era de origine nobilă, spre deosebire de Eurycleia, femeia care l-a crescut pe Odiseu.
Odiseu a aflat de la Anticleia, pe care a întâlnit-o în lumea de dincolo, că ea murise de durere din cauza lipsei îndelungate a lui.
La polul opus în viața lui Odiseu se află Eurycleia, „cea cu bun renume”, servitoarea care l-a recunoscut la întoarcerea acasă după întreaga odisee pe baza unei cicatrici la picior.